# Wetteren
Wetteren este o comună neerlandofonă situată în provincia Flandra de Est, regiunea Flandra din Belgia. La 1 ianuarie 2008 avea o populație totală de 23.414 locuitori. Comuna Wetteren este formată din localitățile Wetteren, Massemen și Westrem. Suprafața totală a comunei este de 36,68 km². 